# Louis-Nicolas Van Blarenberghe
Louis-Nicolas Van Blarenberghe (Lilla, 13 luglio 1716 – Fontainebleau, 1º maggio 1794) è stato un pittore francese.

## Biografia

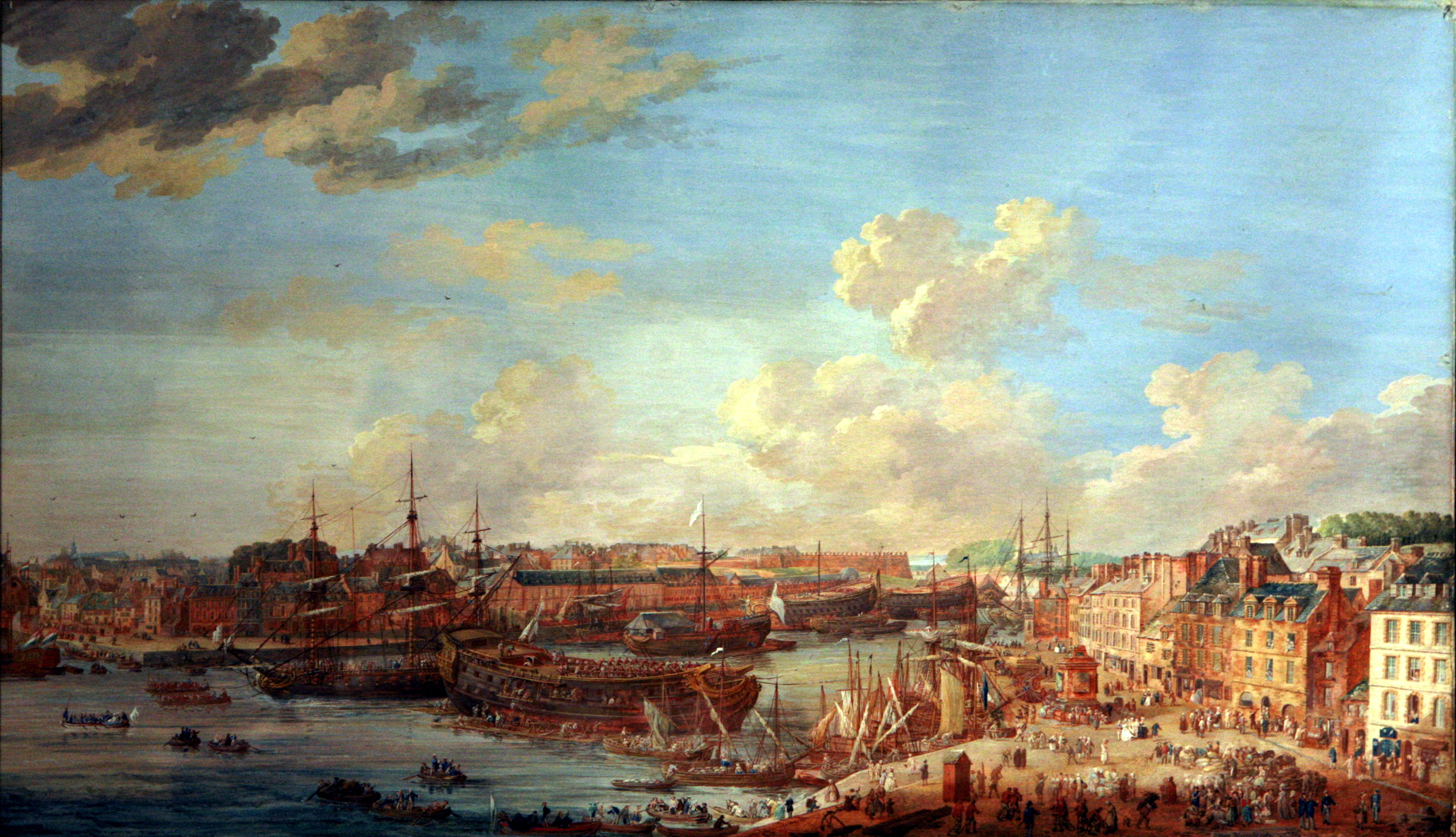
Louis-Nicolas Van Blarenberghe, Veduta del porto di Brest, 1780

Figlio del pittore Jacques-Guillaume Van Blarenberghe, Louis-Nicolas - il più noto esponente di una dinastia di pittori, originari di una zona delle Fiandre divenuta francese nel 1668 - si specializzò nei dipinti in miniatura su scatole di legno per tabacco da fiuto; ma è noto anche per le gouaches con marine, con castelli, con vedute di porti e con battaglie. Anche suo fratello Henri Désiré Van Blarenberghe (1734-1812) è stato pittore. La dinastia di artisti ebbe origine da Joris Van Blarenberghe (1612-1670) e si concluse con Diane-Hélène Van Blarenberghe (1786-1853).

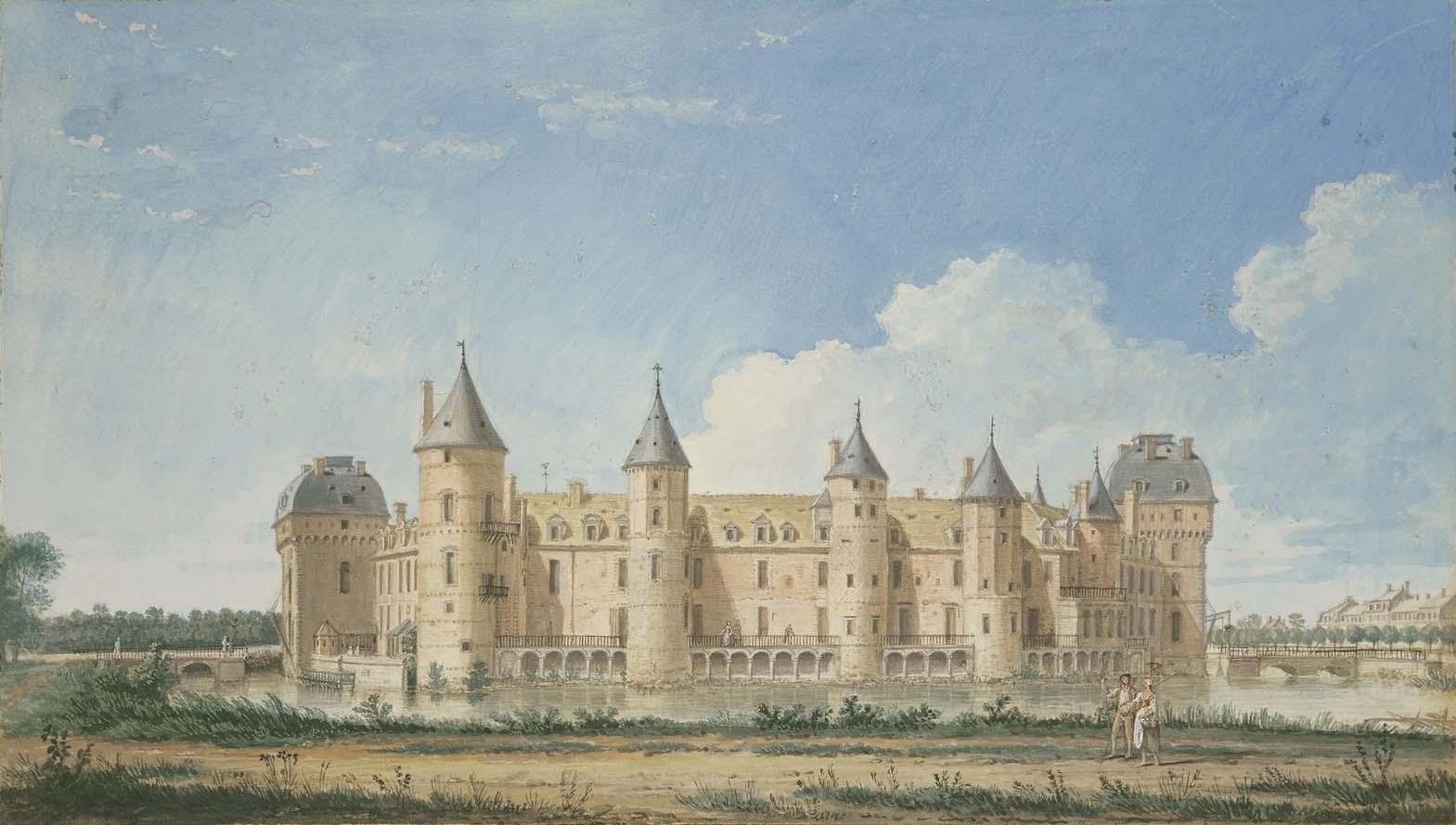
Louis-Nicolas Van Blarenberghe, Veduta del Castello di La Ferté-Vidame, prima del 1750, Museum of Fine Arts (Boston)

Nel 1745-1746 i combattimenti per la guerra di Successione austriaca si spostarono nella zona di Lilla e Louis-Nicolas conobbe Jean-Baptiste Berthier, ufficiale del Corpo degli Ingegneri Topografici e ne diventò amico. Louis-Nicolas si trasferì a Parigi nel 1751 ed ebbe l'opportunità di far entrare suo figlio Henri-Joseph, allora quindicenne, nell'ufficio degli Ingegneri Topografici di Versailles.

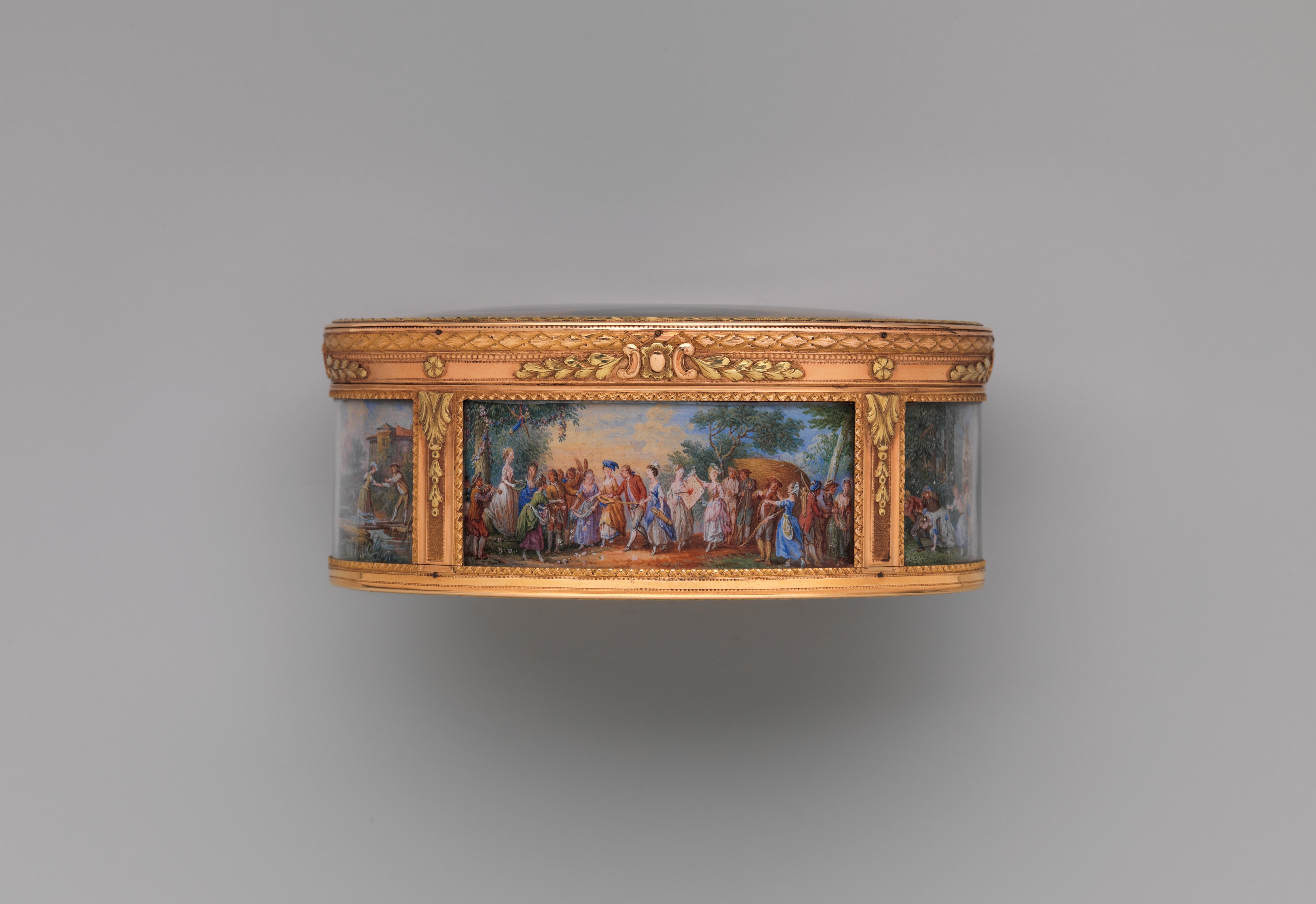
Louis-Nicolas Van Blarenberghe, Scatola per tabacco da fiuto con scene di corte, Metropolitan Museum

Da quel momento, il destino artistico dei due pittori, padre e figlio, si fuse. Henri-Joseph divenne più tardi istruttore di disegno dei principi reali ed è stato fondatore e il primo conservatore del Palais des Beaux-Arts de Lille, che possiede sue opere.
Nel 1773 Louis-Alexandre Berthier, figlio di Jean-Baptiste e futuro maresciallo di Francia, si perfezionò nel disegno topografico con l'aiuto di Louis-Nicolas e di Henri-Joseph Van Blarenberghe.

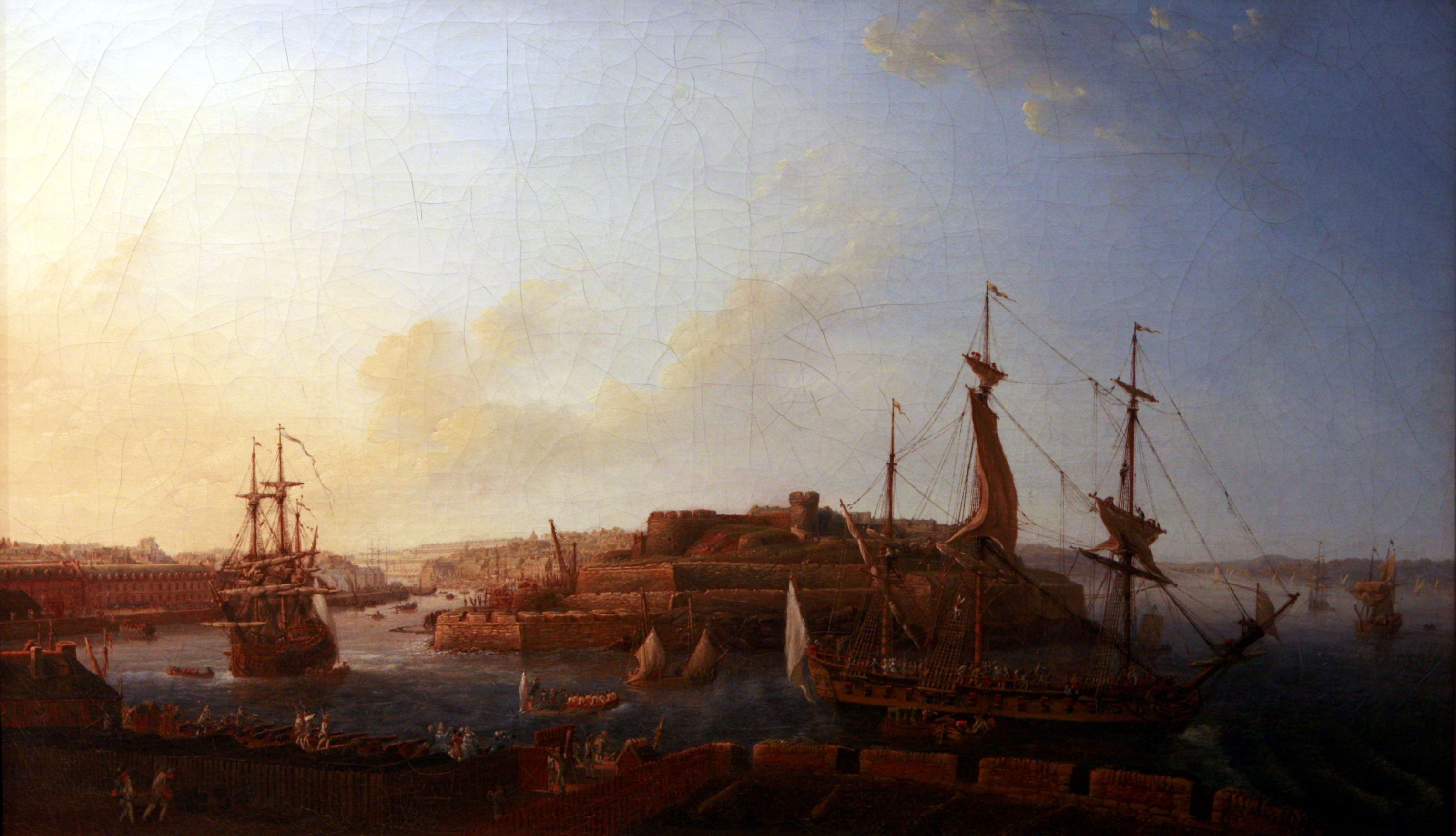
Louis-Nicolas Van Blarenberghe, Presa della batteria reale a Brest nel 1770

Louis-Nicolas Van Blarenberghe dipingeva vedute su scatole di legno per tabacco da fiuto, destinate a personaggi illustri, come il principe di Condé, il re Luigi XV di Francia, lo zar Pietro III di Russia e la zarina Caterina II di Russia. Luigi XV lo aveva nominato «pittore di battaglie» e in questa veste Louis-Nicolas era al seguito delle armate francesi, come un reporter ufficiale di guerra. Fu uno degli artisti che decorarono la gallerie del ministero degli Esteri, di cui negli anni settanta del Settecento era incaricato Étienne François de Choiseul, gran collezionista di opere d'arte.
A Versailles ci sono 23  gouaches di Louis-Nicolas Van Blarenberghe, con episodi della guerra di Successione austriaca (1744-1748), commissionati da Luigi XVI.
Morì a 77 anni, a Fontainebleau, dove con la famiglia aveva trovato un rifugio, durante la fase del Terrore della Rivoluzione francese.